# Sertab Erener
Sertab Erener, född 4 december 1964 i Istanbul i Turkiet, är en turkisk sångerska. Erener är en välkänd artist i Turkiet. Hon blev känd i stora delar av världen i och med vinsten i Eurovision Song Contest 2003 med låten Everyway That I Can som hon skrev tillsammans med Demir Demirkan.
Sertab Erener tävlade i den nationella uttagningen till ESC redan 1989 och 1990. Hennes debutskiva kom 1992. Erener etablerade sig under 1990-talet som en av Turkiets stora stjärnor. Hon har genom åren sjungit duett med Ricky Martin, José Carreras, Ruslana och grekiska Mando, som hon även tävlade mot i Eurovision Song Contest 2003.
2005 blev låten under TV-galan Congratulations framröstad som en av de tio bästa Eurovisionslåtarna någonsin.
2005 var hon med i soundtracket till filmen Crossing The Bridge, bland annat med sin egen version av Madonnas Music.
2007 gav hon ut samlingsskivan The Best of Sertab Erener.

## Diskografi

### Studioalbum
- 1992 – Sakin Ol
- 1994 – Lâ'l[2]
- 1997 – Sertab Gibi
- 1999 – Sertab[2]
- 2001 – Turuncu[2]
- 2004 – No Boundaries[2]
- 2005 – Aşk Ölmez
- 2009 – Painted on Water
- 2010 – Rengârenk
- 2012 – Ey Şûh-i Sertab